# Горбунов, Илья Андреевич
Илья Андреевич Горбунов (род. 19 марта 2001, Челябинск) — российский хоккеист, вратарь хоккейного клуба «Зауралье» (Курган).

## Биография
Воспитанник челябинского «Трактора», с сезона 2018/19 стал играть за команду МХЛ «Белые медведи». В сезонах 2019/20 — 2020/21 также провёл 9 матчей за «Челмет» в ВХЛ. В сезоне 2021/22 сыграл 14 матчей за ЦСК ВВС, затем перешёл в «Тамбов». 28 ноября 2023 года был обменян в «Ростов». 23 марта 2025 года дебютировал в КХЛ в составе «Сочи» из-за травмы, которую получил Никита Тулинов. В домашнем матче против минского «Динамо» (2:6) пропустил пять шайб и в середине игры был заменён на Тулинова.